# La Paz de Carazo
La Paz de Carazo là một khu tự quản thuộc tỉnh Carazo, Nicaragua. Khu tự quản La Paz de Carazo có diện tích 16 ki lô mét vuông. Đến thời điểm năm 2005, huyện La Paz de Carazo có dân số 4657 người.